# Warburgiella nitens
Warburgiella nitens är en bladmossart som beskrevs av Hugh Neville Dixon 1935. Warburgiella nitens ingår i släktet Warburgiella och familjen Sematophyllaceae. Inga underarter finns listade i Catalogue of Life.